# Episodi di House of Cards - Gli intrighi del potere (prima stagione)
La prima stagione della serie televisiva House of Cards - Gli intrighi del potere è stata resa interamente disponibile sul servizio di streaming on demand Netflix il 1º febbraio 2013.
In Italia la stagione è andata in onda in prima visione sul canale satellitare Sky Atlantic dal 9 aprile al 25 giugno 2014. In chiaro, dopo essere stati trasmessi su Cielo il 21 settembre 2014 i primi due episodi, la prima stagione completa è stata trasmessa su Sky TG24 dall'8 febbraio al 22 marzo 2015.
| nº | Titolo originale | Titolo italiano | Pubblicazione USA | Prima TV Italia |
| -- | ---------------- | --------------- | ----------------- | --------------- |
| 1  | Chapter 1        | Capitolo 1      | 1º febbraio 2013  | 9 aprile 2014   |
| 2  | Chapter 2        | Capitolo 2      | 1º febbraio 2013  | 9 aprile 2014   |
| 3  | Chapter 3        | Capitolo 3      | 1º febbraio 2013  | 16 aprile 2014  |
| 4  | Chapter 4        | Capitolo 4      | 1º febbraio 2013  | 23 aprile 2014  |
| 5  | Chapter 5        | Capitolo 5      | 1º febbraio 2013  | 30 aprile 2014  |
| 6  | Chapter 6        | Capitolo 6      | 1º febbraio 2013  | 7 maggio 2014   |
| 7  | Chapter 7        | Capitolo 7      | 1º febbraio 2013  | 14 maggio 2014  |
| 8  | Chapter 8        | Capitolo 8      | 1º febbraio 2013  | 21 maggio 2014  |
| 9  | Chapter 9        | Capitolo 9      | 1º febbraio 2013  | 28 maggio 2014  |
| 10 | Chapter 10       | Capitolo 10     | 1º febbraio 2013  | 4 giugno 2014   |
| 11 | Chapter 11       | Capitolo 11     | 1º febbraio 2013  | 11 giugno 2014  |
| 12 | Chapter 12       | Capitolo 12     | 1º febbraio 2013  | 18 giugno 2014  |
| 13 | Chapter 13       | Capitolo 13     | 1º febbraio 2013  | 25 giugno 2014  |

## Capitolo 1
- Diretto da: David Fincher
- Scritto da: Beau Willimon

### Trama

Frank e Claire Underwood prima di andare alla festa di Capodanno.

Washington, Capodanno 2013. Il deputato democratico Frank Underwood e la moglie Claire partecipano alla festa di Garret Walker, il neoeletto presidente degli Stati Uniti. Frank ha aiutato Walker nella campagna presidenziale, con la promessa in cambio della nomina a Segretario di Stato nella sua amministrazione. Il deputato Underwood vanta una lunga esperienza di whip al Congresso e vede nel ruolo di segretario di Stato l'ultimo gradino prima dell'agognata presidenza.
Frank si presenta alla Casa Bianca per accettare l'incarico, ma riceve una doccia fredda. Linda Vasquez, capo dello staff di Walker, lo informa che il presidente ha cambiato idea e intende chiedergli di restare al Congresso, dove può essere più utile alla causa. Frank esige di sapere chi è stato scelto al suo posto come segretario di Stato e Linda gli anticipa ufficiosamente il nome di Michael Kern. Rientrato a casa furente per lo smacco ricevuto, Frank e Claire iniziano a tramare una vendetta contro il presidente Walker, che deve pagare per essersi rimangiato la parola. Frank annuncia alla moglie che quella sarà la prima di molte notti in cui non potranno dormire per tessere la loro diabolica tela. Frank mette al corrente del piano il suo fidato capo di gabinetto Doug Stamper, chiedendogli due favori: stilare una lista di possibili sostituti di Kern, dato che è sua intenzione fargli perdere l'incarico, e individuare nelle file dei deputati democratici un galoppino che agisca per conto loro.
Claire Underwood dirige la CWI (Clean Water Initiative), una società non profit che si occupa di trovare fondi per finanziare progetti socialmente utili. La mancata nomina di Frank a segretario di Stato ha stravolto i suoi piani, avendo pianificato di espandersi per iniziare a operare in Africa. Claire chiede invece alla sua assistente Evelyn di preparare una lista di persone che dovranno essere licenziate, non potendosi più permettere di mantenere l'attuale assetto. Nella redazione del Washington Herald la giovane giornalista Zoe Barnes chiede al caposervizio Lucas Goodwin di poter seguire il Congresso, desiderando un suo spazio per raccontare gli intrighi politici delle alte sfere. Di fronte al rifiuto di Lucas, Zoe si rivolge alla collega Janine Skorsky per chiederle se ha bisogno di una mano nel seguire la Casa Bianca, ma anche lei la invita cortesemente a stare al suo posto.
Le vite di Frank e Zoe si intrecciano una sera a teatro, quando tornata nel suo appartamento la giornalista riceve una mail con allegata una fotografia del deputato Underwood che le fissa il didietro. Doug informa Frank di aver trovato la persona giusta per i loro traffici: si tratta di Peter Russo, un deputato allevato proprio da Underwood che lo ha convinto a candidarsi per il Congresso in Pennsylvania usando la sua immagine di ex alcolista e tossicodipendente guarito. Il suo punto debole è rappresentato dallo stile di vita tutt'altro che irreprensibile di Russo, il quale frequenta prostitute nonostante sia impegnato da diversi mesi con la sua segretaria Christina Gallagher. Una sera Peter viene fermato ubriaco al volante in compagnia di una escort di nome Rachel, pagata da Doug per farlo arrestare. L'incriminazione a suo carico è cancellata grazie all'intercessione dello stesso Stamper, così da costringere Russo a diventare schiavo di Frank in cambio del silenzio sui suoi "passatempi". Sul fronte del segretario di Stato, Frank ha individuato nella sua amica Catherine Durant il nome giusto da giocare quando Kern uscirà di scena.
Linda convoca Frank per spiegargli che il presidente Walker vuole approvare una riforma dell'istruzione entro i primi cento giorni del mandato. Siccome la stesura del provvedimento è stata affidata a Donald Blythe, un politico liberale inviso all'establishment del partito per il suo eccessivo sbilanciamento a sinistra, Frank dovrà assicurare il voto favorevole del Congresso. Zoe fa visita a Frank, avendo intuito il suo desiderio di rivalsa nei confronti di Walker, e chiede l'esclusiva sull'agenda politica della nuova amministrazione in cambio dell'aiuto al deputato. Colpito dalle capacità intuitive della reporter, Frank accetta la collaborazione e le fa avere di nascosto la bozza della riforma scritta da Blythe. Zoe ha così una grande esclusiva da proporre a Tom Hammerschmidt, direttore dell'Herald, il quale la vuole come apertura dell'indomani.
Garrett Walker si insedia ufficialmente alla Casa Bianca, mentre il Washington Herald esce con il titolo Un po' troppo a sinistra. Frank legge compiaciuto il quotidiano nel ristorante di Freddy, un caro amico afroamericano che serve "le costolette migliori della città".

## Capitolo 2
- Diretto da: David Fincher
- Scritto da: Beau Willimon

### Trama
Come ogni martedì Frank incontra il leader della maggioranza David Rasmussen e lo speaker della Camera Bob Birch. Al loro tavolo si avvicina Remy Denton, una persona che Frank conosce molto bene perché è stato suo addetto stampa. Adesso Remy lavora per la Glendon Hill, una lobby che controlla la società di gas naturale SanCorp Industries, e Frank gli aveva assicurato che con la sua nomina a Segretario di Stato la società avrebbe goduto di innumerovoli vantaggi. Remy ricorda al deputato Underwood che la SanCorp foraggia i deputati sotto il suo controllo e che sono in gioco svariati miliardi di dollari.
Walker è indispettito per la fuga di notizie sulla riforma dell'istruzione, ma per il momento lascia la responsabilità della legge a Blythe. Frank incarica sei giovani assistenti parlamentari di riscrivere una bozza della stessa riforma, convincendo Blythe ad accantonare il suo lavoro con la scusa che il presidente vuole far saltare qualche testa dopo le rivelazioni di stampa. Frank finge di averlo difeso davanti al presidente, così Blythe si sente in colpa e lascia ad Underwood la responsabilità della legge.
Doug scopre che Michael Kern da giovane dirigeva il giornale del college e ha scritto un editoriale in cui polemizzava sugli Accordi di Camp David, prendendo le difese dei palestinesi e lanciando pesanti invettive contro gli israeliani. Frank passa una copia dell'articolo a Zoe affinché possa lanciare un nuovo scoop sull'Herald. Quella sera stessa Kern viene messo al corrente dell'articolo durante un'intervista in televisione e rimane spiazzato. Peter viene mandato da Roy Kapeniak, un ex collega di Kern al giornale, per verificare la riconducibilità dell'articolo al Segretario di Stato. Kapeniak rivela che in realtà non è stato Kern a scrivere l'articolo, anche se lo definisce un ipocrita che si finge patriota della nazione per nascondere le sue vere idee politiche. Tuttavia, Peter riesce a farsi dire che è Kern l'autore dell'editoriale, grazie alle precarie condizioni mentali di Kapeniak. Kern è costretto a rassegnare le dimissioni e Frank anticipa a Zoe il nome di Catherine Durant come nuovo Segretario di Stato, benché nulla in tal senso sia stato ancora deciso. Le indiscrezioni di stampa, da cui Frank prontamente si dissocia, costringono Walker a nominare la Durant Segretario di Stato, lanciando la carriera di Zoe come autrice dei grandi scoop sulla politica americana.
Frank approva la bozza della riforma scritta dagli assistenti parlamentari e se ne assume il merito con Linda. Doug paga Rachel, la prostituta con cui Peter si trovava in macchina la sera dell'arresto, per assicurarsi il suo silenzio. Claire dà mandato a Evelyn di iniziare con i licenziamenti. Dopo aver mandato via numerose persone, Evelyn scopre che anche lei è compresa nell'elenco dei dipendenti da tagliare e si arrabbia molto con Claire, sottolineando che alla sua età sarà molto difficile trovare un nuovo lavoro. Scossa dall'aver dovuto cacciare Evelyn, Claire cerca dapprima di rassicurare i dipendenti ancora rimasti e poi torna a casa. Si allieta nel vedere Frank utilizzare il vogatore che gli aveva comprato, preoccupata per la sua salute a fronte del periodo di stress che entrambi stanno attraversando.

## Capitolo 3
- Diretto da: James Foley
- Scritto da: Beau Willimon

### Trama
Frank è costretto a recarsi a Gaffney, suo paese d'origine, dove una ragazza di 17 anni è morta in un incidente stradale perché distratta dalla Peachoid, l'appariscente torre idrica a forma di pesca alla cui rimozione Frank si è sempre opposto. Oren Chase, amministratore di contea, lo chiama direttamente in causa come responsabile dell'accaduto, minacciando di avviare un contenzioso in tribunale per il decesso di Jessica Masters. Come accompagnatore Frank sceglie Edward Meechum, un giovane addetto alla sicurezza verso il quale ha un'improvvisa predilezione.
Arrivato a Gaffney, Frank accusa Chase di aver montato un caso per nascondere la negligenza della ragazza che stava scrivendo al cellulare e guidando ad alta velocità. Da parte sua, Chase sostiene che il tratto stradale in questione non è sicuro, mancando i guard rail e l'adeguata segnaletica. Tra Frank e Chase c'è da sempre una forte rivalità e a nulla vale la proposta del deputato Underwood di offrirgli l'elezione nel quarto distretto in cambio del suo silenzio. Grazie all'intercessione del reverendo Jenkins, Frank riesce ad avere uno spazio durante il funerale di Jessica nel quale tiene un discorso sull'odio verso Dio quando porta via una persona giovane e nel fiore degli anni, anche se il risentimento non deve annebbiare la mente nel cercare vendetta. Ottenuto un incontro con i genitori della vittima, nonostante Chase li avesse aizzati contro di lui, Frank annuncia loro l'intitolazione di una borsa di studio alla figlia e la messa in sicurezza della strada dove è morta. I Masters rinunciano alla causa e Frank può minacciare Chase, qualora decidesse di proseguire le ostilità, di far incriminare la contea per i mancati lavori.
Christina è stanca di aspettare i tentennamenti di Peter sulla loro relazione, così annuncia di riflettere su una proposta di lavoro nell'ufficio dello speaker democratico. Peter si rende conto che Christina vuole al suo fianco una persona matura, così scarica nel lavandino l'ultima dose di droga e inizia a lavorare anche di domenica per farle capire quanto l'intesa tra loro sia perfetta anche a livello professionale. Claire ha individuato la persona giusta per essere la sua nuova assistente: Gillian Cole, una donna asiatica di talento che ha rinunciato a uno stipendio a sei cifre in Google per lavorare come attivista in giro per il mondo. Gillian rifiuta la proposta, non volendo essere corrotta dal denaro, ma Claire la vuole ardentemente al suo fianco e riesce a convincerla promettendo di darle carta bianca. La temporanea lontananza da Frank sta avendo uno strano effetto su Claire, che un giorno si ritrova a fare jogging dentro a un cimitero e viene sanzionata da una donna per il comportamento sconveniente. Claire ci ritorna una seconda volta e rimane a osservare una coppia che amoreggia nel prato.
Margaret Tilden, proprietaria del Washington Herald, si complimenta con Zoe per l'articolo su Catherine Durant e vuole che sia messo in prima pagina nell'edizione domenicale. Mentre è intervistata in televisione, Zoe si lascia andare a qualche battuta di troppo sul lavoro al giornale e ne mette in dubbio la direzione editoriale un po' troppo tradizionale. Il direttore Hammerschmidt le proibisce di andare ad altre interviste televisive per un mese, invitandola per il futuro a tenere le sue opinioni personali all'interno della redazione. Come risultato della celebrità, Zoe riceve una proposta di lavoro da Night Line, dove le verrebbe offerto più spazio rispetto all'Herald. Prima di decidere Zoe ne parla con Frank, il quale le suggerisce di rifletterci bene e valutare con attenzione se sia un'opportunità da seguire.

## Capitolo 4
- Diretto da: James Foley
- Scritto da: Rick Cleveland & Beau Willimon

### Trama
La legge sull'istruzione è pronta, ma nel suo percorso si frappone un nuovo ostacolo: Bob Birch. Lo Speaker della Camera non intende farla approdare in aula, a causa di una norma che vieta la contrattazione collettiva. Dopo aver assicurato al presidente che troverà un modo per superare l'impasse, Frank mette a punto un complicato gioco di poltrone per spodestare Birch e rimpiazzarlo con una persona fidata. Underwood vuole che il nuovo speaker sia l'attuale leader della maggioranza David Rasmussen, ma costui lo accusa di manovrare alle spalle del Paese. Frank prova ad accelerare i tempi, individuando un sostituto di Rasmussen e pensa a Terry Womack, un lobbista afroamericano che assicurerebbe i voti necessari alla sostituzione di Birch.
La commissione Difesa sta esaminando il piano federale di tagli alla spesa che prevede la chiusura di una base navale. Womack accetta la proposta di Frank, ma in cambio vuole che venga salvaguardata la base del suo distretto. Underwood costringe Peter a sacrificare la base della Pennsylvania, nonostante il deputato avesse promesso in campagna elettorale che avrebbe fatto di tutto per tenerla aperta, dove peraltro lavorano parecchi amici. Purtroppo Peter ha le mani legate e, non potendo sottrarsi al ricatto di Underwood, rinuncia a presentare memorie difensive in commissione. Frank si ripresenta davanti a Birch con le carte in tavola, facendogli credere che il piano sia di Rasmussen e non invece farina del suo sacco. Birch deve sostenere la riforma dell'istruzione, altrimenti perderà la propria carica. Alla fine la vittima del piano di Frank non è Birch, che rimane al suo posto, bensì Rasmussen, rimpiazzato da Womack che diventa il primo leader di maggioranza afroamericano nella storia degli Stati Uniti.
Dispiaciuto per il diktat sulla base navale, Peter affoga i propri dispiaceri nell'alcol. Christina, allertata dalla mancanza di notizie da parte sua, va a casa di Peter e fa la conoscenza dei suoi due figli, i quali sono in custodia condivisa con l'ex moglie. Peter rientra a un'ora piuttosto tarda e il mattino dopo trova Christina intenta ad aiutare i bambini a fare le valigie, dato che è meglio per loro andare a stare dalla nonna. Christina annuncia a Peter che ha intenzione di troncare la loro relazione, sia amorosa che professionale, avendole dimostrato di non essere un uomo affidabile.
Gillian traccia una mappa sullo stato dei lavori dei principali pozzi artesiani della CWI in Africa. Remy Denton fa visita a Claire, presentandole un'offerta di donazione molto alta da parte della SanCorp, che permetterebbe a Claire sia di riassumere i dipendenti appena licenziati alla CWI, che di effettuare i lavori. Frank mette in guardia Claire dalla spietatezza di Remy, preannunciandole le pressioni cui la SanCorp potrebbe sottoporlo qualora accettasse la commessa, e la invita a non fidarsi di lui. Claire ha invitato da New York il fotografo Adam Galloway. Dal loro incontro nella camera di un albergo si scopre che i due sono stati amanti, ma stavolta la donna non vuole commettere lo stesso errore del passato e dubita di aver fatto bene a incontrarlo. Rientrata a casa, Claire dice al marito che rifiuterà l'offerta di Remy, avendo pensato di poter raccogliere i soldi attraverso una serata di beneficenza. A tal fine invita a cena una coppia di amici intimi di Frank, il senatore Holburn e la moglie Felicity, quest'ultima molto sensibile alle cause umanitarie; lei stessa fa capire a Claire, che lei e il marito sono disposti ad aiutare economicamente i progetti della CWI.
Hammerschmidt teme di non riuscire più a tenere a freno Zoe, così discute di un suo possibile licenziamento con la signora Tilden. La proprietaria dell'Herald è però contraria, anzi considera la giovane un promettente talento che potrà dare notevoli benefici al giornale. Hammerschmidt promuove Zoe corrispondente alla Casa Bianca al posto di Janine, mandata a lavorare in un'altra sede. Zoe informa Frank della novità, ma il deputato la avverte che in caso accettasse, il loro accordo verrebbe meno. Zoe rifiuta davanti a un innervosito Hammerschmidt che la apostrofa in malo modo, inducendola a licenziarsi in tronco. Dopo aver bevuto in un locale, Zoe invita Frank a casa sua. Underwood ha modo di constatare lo squallore dell'appartamento in cui la ragazza vive, sostenendo che ha bisogno di un uomo attento alle sue necessità. Frank le chiede di togliersi le scarpe e getta la ventiquattrore a terra, lasciando intendere un interesse sessuale verso di lei.

## Capitolo 5
- Diretto da: Joel Schumacher
- Scritto da: Sarah Treem

### Trama
Frank e Zoe hanno consumato un rapporto sessuale, dopo il quale la reporter lo mette al corrente di aver ricevuto offerte di lavoro da parte di network televisivi. Frank le suggerisce di restare nell'ambito del giornalismo scritto, regalandole due nuovi cellulari: uno per il lavoro e l'altro per le loro conversazioni private. Zoe viene assunta a Slugline, un giornale online in cui può lavorare con maggiore libertà rispetto all'Herald. La signora Tilden, proprietaria dello stesso Herald, costringe il direttore Hammerschmidt a dimettersi perché Zoe ha postato in rete il video, ripreso di nascosto, del momento in cui è stata licenziata in modo piuttosto rude. Zoe incontra nuovamente Frank. Per formalizzare il loro rapporto di fiducia, gli permette di scattarle alcune fotografie nuda.
All'orizzonte di Underwood c'è uno scontro con il sindacato degli insegnanti. Il leader del sindacato, Marty Spinella, è contrario alla riforma dell'istruzione pilotata da Frank, soprattutto rispetto ai due punti più controversi: l'assenza della contrattazione collettiva e la valutazione degli standard professionali. Per ripicca contro Underwood, Spinella fa annullare la cena di gala di Claire (la moglie di Frank) all'Hotel Cotesworth, tramite la minaccia rivolta allo stesso hotel di far scioperare in massa tutti i suoi dipendenti. Gli Underwood rimediano svolgendo ugualmente il gala, però sulla scalinata esterna dell'albergo. Ciò è contro la legge, ma hanno dallo loro parte il coordinatore della polizia della città, al quale in un episodio precedente il capo dello staff di Frank aveva promesso sostegno politico nel caso in cui avesse desiderato candidarsi a sindaco. Con questa trovata, la coppia Underwood scatena l'ira di Spinella, il quale organizza rapidamente una protesta di insegnanti e contestatori dall'altra parte della strada, alla quale invita diversi membri della stampa. Frank e Claire si mostrano concilianti con la gente accorsa sul posto, e se li accattivano offrendo loro da bere e da mangiare. Sempre più contrariato, Spinella gioca la sua ultima carta e proclama lo sciopero degli insegnanti a oltranza a partire dalla mezzanotte.
Christina lascia l'ufficio di Peter Russo, il deputato della Pennsylvania, abbandonandolo al suo dolore. Come se non bastasse, il deputato riceve la visita di un amico d'infanzia che gli trasmette il malconento degli elettori, infuriati perché non ha opposto alcuna resistenza alla chiusura della base navale, che farà perdere 12.000 posti di lavoro. Ciò mette Russo in grave difficoltà, in quanto non può rivelare di non essersi opposto alla chiusura su ordine di Underwood, che lo ricatta con materiali compromettenti. Peter continua a ricevere messaggi pieni di insulti e prova a rispondere, ma si blocca quando deve scrivere le motivazioni legate alla chiusura della base. La disperazione porta Peter a ubriacarsi e chiedere ospitalità a Frank e Claire. Underwood lo fa entrare nella vasca da bagno e lo attacca per la sua debolezza, arrivando addirittura a presentargli con toni molto espliciti l'opportunità di togliersi la vita. Nonostante ciò, gli offre come possibilità di riscatto la candidatura a governatore della Pennsylvania, carica rimasta vacante dopo che il governatore Matthews è diventato vicepresidente di Walker. Frank lascia a Peter una lametta, qualora fosse troppo codardo e decidesse di farla finita. Il mattino dopo Peter si sveglia sobrio, più convinto e sicuro di sé, accettando la proposta di Frank. Dovrà però rispettare una condizione: rimanere completamente sobrio per un intero mese.

## Capitolo 6
- Diretto da: Joel Schumacher
- Scritto da: Sam Forman

### Trama
Lo sciopero degli insegnanti va avanti da diverse settimane, un evento senza precedenti nella storia degli Stati Uniti. Linda Vasquez, la capo di gabinetto della Casa Bianca, avvisa Underwood che il presidente Walker, intimorito dal calo di popolarità, ha intenzione di cancellare la riforma pur di placare gli animi. Frank chiede di avere un'altra settimana di tempo per sbloccare la situazione, dato che cedere al sindacato rappresenterebbe uno smacco sul piano personale. Per mettere alle strette il sindacato e dimostrare che quest'ultimo sta fomentando la gente a compiere atti pericolosi, Frank fa simulare un'aggressione presso la sua residenza con il lancio di un mattone contro il vetro. La guardia del corpo Meechum, ignara del complotto, esce in strada e spara in direzione di un uomo di spalle che stava correndo; l'uomo però prosegue la sua corsa illeso. Come da procedura, Meechum è sospeso dal servizio.
Spinella, il leader del sindacato degli insegnanti, accoglie la richiesta di Underwood di partecipare ad un confronto televisivo che porti a rasserenare gli animi. Messo alle strette dal sindacalista, il deputato Underwood si produce in una gaffe molto imbarazzante che lo rende oggetto di scherno da parte dei media. Il presidente Walker non intende procedere oltre, ma Underwood ottiene altro tempo poiché intravede la soluzione della vertenza. Frank usa il caso di un bambino di otto anni ucciso in una sparatoria tra gang per attaccare il sindacato, argomentando che il bambino non avrebbe perso la vita se fosse stato regolarmente presente a scuola, cosa che però non era possibile a causa dello sciopero invocato da Spinella. Un tweet polemico di Zoe (alleata di Underwood) contro Spinella richiama il sindacalista al tavolo delle trattative. Frank lo provoca insultandolo, tanto che viene colpito da un pugno. Underwood paventa una denuncia per aggressione a un membro del Congresso, ma fa intendere che questa denuncia non avrà luogo se lo sciopero cederà il giorno stesso. Spinella è costretto a cedere e lo sciopero ha finalmente termine.
È ormai un mese che il deputato Peter Russo non tocca più alcol o droghe, desideroso di diventare governatore della Pennsylvania e ricucire lo strappo con la sua gente. Underwood gli mette a disposizione una squadra al lavoro sulla sua campagna elettorale, a condizione che attenda l'estate per annunciare la sua candidatura. Inoltre, Peter deve frequentare un centro di ascolto per tossicodipendenti e fugare ogni dubbio sulla sua volontà di restare sobrio. Underwood incarica Doug (il suo capo di gabinetto), a sua volta ex alcolista, di accompagnare Peter alle sedute come sponsor. Nel frattempo Claire (la moglie di Underwood) ha studiato il progetto di un bacino idrico sul fiume Delaware come proposta da presentare agli elettori della Pennsylvania.
Claire viene informata che Steven, la vecchia guardia del corpo di Frank, è malato terminale. Profondamente scossa, la donna decide di fargli visita per ringraziarlo del suo prezioso lavoro. Claire riceve un SMS da Steven che le chiede un nuovo incontro perché le deve confessare di essersi innamorato di lei. Claire gli rivela che decise di sposare Frank perché le aveva promesso che anche dopo il matrimonio avrebbe potuto essere libera. Archiviata la lotta con gli insegnanti, Frank si premura che Meechum possa tornare operativo, così da potersi avvalere dei preziosi servigi di un agente che gli è particolarmente grato per essere stato riabilitato grazie al suo intervento.

## Capitolo 7
- Diretto da: Charles McDougall
- Scritto da: Kate Barnow & Beau Willimon

### Trama
Il presidente Walker firma in diretta televisiva la riforma dell'istruzione, e ringrazia pubblicamente Underwood per la tenacia e la determinazione con cui ha portato avanti il provvedimento. In privato però il vicepresidente Matthews mette in dubbio la scelta di candidare il deputato Peter Russo a governatore della Pennsylvania, non ritenendolo adatto a quel ruolo. Peraltro la carica in questione è stata ricoperta nel passato recente dallo stesso vicepresidente. Anche Linda Vasquez, capo di gabinetto della Casa Bianca, ha seri dubbi rispetto al progetto di candidare Russo. Il presidente Walker appoggia invece la scelta di Frank, fidandosi delle sue capacità di giudizio.
Dopo essersi consultato con i suoi collaboratori, Underwood ha deciso che per la campagna elettorale di Peter si punterà sulla sua immagine di ex alcolista che è stato in grado liberarsi dalla dipendenza. Doug (capo di gabinetto di Underwood) però non è soddisfatto dei progressi di Russo perché 
alle sedute degli Alcolisti Anonimi (programmate soprattutto per poter costruire in seguito una "storia" vincente agli occhi dell'elettorato) non prende mai la parola e sembra poco convinto del percorso che sta affrontando. Frank lo fa mettere sotto torchio da un navigato burocrate del partito, che pretende di sapere tutte le sostanze illecite che ha assunto in passato così da preparare al meglio la difesa dai possibili attacchi degli avversari. Peter sente di non reggere la pressione, allora Frank assume Christina (l'ex fidanzata e segretaria di Russo) per fargli avere una persona fidata al suo fianco. La ritrovata vicinanza professionale favorisce la ripresa del loro rapporto di coppia.
Doug riceve una lettera minatoria dalla escort Rachel, la quale minaccia di fare il suo nome e quello di Frank nel potenziale scandalo messo a tacere dallo stesso Underwood. Incontratisi, Rachel mostra un occhio nero e dice di non avere più i 10.000 dollari che aveva ricevuto precedentemente in cambio del suo silenzio, probabilmente perché picchiata dal suo pappone e costretta a portargli altro denaro. Doug si premura allora di nasconderla e la fa sistemare dalla collega Nancy nella casa di lei in Virginia, trovandole un lavoro da cameriera e dandole del denaro per tenere un basso profilo.
Sola per le frequenti uscite notturne di Frank, Claire (la moglie di Underwood) scopre una passione per l'origami. Zoe (la reporter che ha con Underwood un rapporto confidenziale) contatta la sua ex superiore Janine per proporle di lasciare l'Herald e passare con lei a Slugline, mettendo una pietra sopra le divergenze che hanno avuto in passato. Siccome Janine teme di essere vista come una cronista vecchio stampo non adatta all'anticonformismo della nuova testata, Zoe le passa lo scoop avuto da Frank sulla candidatura di Peter Russo a governatore della Pennsylvania, così da farle avere una bella credenziale con cui presentarsi a Slugline. Zoe trova sotto casa sua un Lucas (suo ex collega) ubriaco che le confessa di amarla, mentre Frank li osserva dal finestrino della macchina scura. Underwood vuole rassicurazioni sul loro rapporto, ma Zoe garantisce che non sta frequentando nessuno. Parzialmente rinfrancato, il deputato sale da lei e la esorta a telefonare a suo padre per la Festa del papà. Mentre Zoe sta parlando al cellulare, fingendo che le cose per lei vadano meravigliosamente, inizia un rapporto con Frank. Underwood si lascia sfuggire una battuta, dicendo che quel giorno è anche la sua festa perché in realtà ha una figlia, ossia Zoe.

## Capitolo 8
- Diretto da: Charles McDougall
- Scritto da: Beau Willimon

### Trama
L'accademia militare in cui Frank è stato cadetto ha deciso di intitolargli la biblioteca, in qualità di ex studente meritevole e di finanziatore dei lavori di ristrutturazione della stessa. Alla cena di gala Frank ritrova con piacere tre vecchi compagni di studi (Ken, Phil e Bruce), che avevano finto di non venire per fargli una sorpresa. Claire acconsente a che Frank passi il resto della serata con loro. Alla festa è presente anche Remy, essendo la SanCorp uno dei finanziatori della biblioteca, che invita Claire a bere qualcosa nella sua suite. Intuendo i secondi fini dell'uomo, Claire rifiuta e preferisce intrattenersi al telefono con Adam.
Frank rivive insieme agli amici gli aneddoti di quando erano allievi dell'accademia, intrufolandosi nei locali della vecchia biblioteca e intonando i canti della loro giovinezza. Frank rimane da solo con Ken e iniziano a ricordare di quando stavano insieme. Dai loro discorsi traspare chiaramente come fossero molto più che amici, addirittura amanti. Troppo ubriachi per muoversi, Frank e Ken si addormentano sul pavimento per risvegliarsi l'indomani mattina.
Peter si reca al suo paese natale per dare il via alla campagna elettorale, oltre che far visita alla madre che vive in un ospizio malridotto, con la luce guasta e l'aria condizionata troppo alta. Peter passa dall'amico d'infanzia Paul, furibondo con lui perché con la chiusura della base navale ha perso il posto lavoro, e nemmeno la presentazione del piano sul Delaware riesce a convincerlo, a causa dei lunghi tempi burocratici che mal si conciliano con i bisogni immediati della comunità. Nel vertice del giorno seguente Peter è in difficoltà, con gli elettori che non lo lasciano nemmeno parlare e lo accusano di essere diventato un politico affarista esattamente come tutti gli altri. Il deputato si introduce in casa di Paul e con questi ha una piccola colluttazione, utile però a ottenere un nuovo incontro con i cittadini nell'ambiente più informale di un bar. Peter mette in chiaro le cose, dicendo senza retropensieri che a nessuno a Washington interessa della loro situazione, quindi o si fidano di lui oppure non hanno alternative. Dopo aver finalmente presentato il progetto sul Delaware, Peter presenta Christina a sua madre e costringe un inserviente a occuparsi dei problemi della stanza d'ospedale dove la donna è ricoverata.
Frank tiene un discorso davanti ai cadetti dell'accademia, descrivendo i valori che ha imparato e come siano il lascito più importante dei loro anni nell'istituto. Underwood è poi raggiunto da Doug per tornare a Washington e riprendere i dossier politici rimasti in sospeso.

## Capitolo 9
- Diretto da: James Fole
- Scritto da: Beau Willimon & Rick Cleveland

### Trama
Il disegno di legge di Peter ha prodotto una frattura tra i democratici, con i media che criticano la finta politica ambientalista del partito. Inoltre, servono 200 milioni di dollari e la SanCorp si sta mettendo di traverso, essendo il progetto contrario alla lobby dei petrolieri. Claire prova a smuovere la situazione con Remy, ma si accorge che l'uomo ha intenzione di farle pagare il rifiuto alla sua donazione per la CWI. Mentre sta accompagnando a scuola i figli di Peter, Claire viene a sapere da loro che vengono presi in giro dai compagni perché il padre è un ex tossicodipendente.
Peter dà il via al tour elettorale in Pennsylvania, dove è accompagnato dal vicepresidente Matthews in qualità di ex governatore. Matthews assume un ruolo eccessivamente protagonista, chiacchierando amabilmente con gli elettori e relegando Peter in secondo piano. Matthews arriva perfino a mettere in dubbio la bontà del suo piano industriale, sostenendo che i posti di lavoro vanno creati attraverso le detrazioni fiscali. Peter esige un chiarimento, con Matthews che si giustifica dicendo che, da quando è vicepresidente a Washington, gli manca il contatto con la gente. Invitato da Frank a far valere le proprie ragioni, Peter fa capire a Matthews che può ancora influenzare la gente, sostenendo la campagna e meritandosi la propria chance. Resosi conto di aver travalicato le sue funzioni, Matthews si schiera al fianco di Peter e lo presenta come un giovane ambizioso che vuole rialzarsi per cambiare la Pennsylvania.
Claire sente che le stanno venendo meno gli appoggi politici di cui finora ha sempre goduto. Ne è un esempio il rifiuto da parte del Segretario di Stato Catherine Durant di intervenire per recuperare i filtri d'acqua della CWI, bloccati in Sudan, poiché il governo americano ha rotto le relazioni diplomatiche con il Paese per il mancato rispetto dei diritti umani. Quando chiede a Frank di intercedere presso il presidente, il marito le risponde che ha le mani legate e non può fare niente. Fatti i calcoli, Frank si accorge che la legge potrebbe passare sul filo di lana perché restano da convincere due deputati liberali che hanno sempre votato contro gli ordini di scuderia del partito. Frank chiede loro di "non sorprenderlo" e organizza un incontro tra loro due e Claire. La moglie però, desiderosa di ricostruire l'utilissima relazione lavorativa con Remy per ottenere il permesso di andare a recuperare i filtri della CWI in Sudan, invita i due liberali a votare secondo coscienza, ben consapevole che questo significa farli propendere verso il no.
Janine ha intuito che Zoe ha una fonte segreta nelle alte sfere e le confessa di essere andata a letto anche lei con un membro del Congresso, ma di aver capito che è sbagliato scambiare la carriera con il sesso. Costretta a rinviare l'abituale appuntamento con Frank, Zoe gli chiede di aspettare e Underwood le risponde che non ha tempo da perdere con lei. Nell'incontro del giorno seguente Zoe spiega a Frank che è meglio interrompere la loro relazione amorosa, mantenendo esclusivamente i rapporti professionali. Quando però Underwood inizia a non passarle più scoop, rendendo evidente cosa intenda per "rapporti professionali", la giornalista lo chiama e gli chiede di andare da lei. Frank si rende conto di avere completamente sotto controllo Zoe, così decide di darle la notizia sui numeri al Congresso da comunicare a Janine. Nancy informa Doug che Rachel ha perso il lavoro da cameriera. Temendo che la ragazza disoccupata possa causare problemi, Doug si precipita da lei e viene a sapere che è stata cacciata per essersi rifiutata di esercitare favori sessuali nei confronti del suo capo. Doug cena nel ristorante e parla con l'uomo, paventando una denuncia a suo carico per sfruttamento di manodopera in nero. Ecco che Rachel è riassunta nel locale.
Nell'ufficio di Frank ci si prepara a festeggiare l'imminente approvazione del piano sul Delaware, quando arriva l'inattesa bocciatura del provvedimento per due soli voti. Frank reagisce con stizza e minaccia ritorsioni contro chi ha tradito.

## Capitolo 10
- Diretto da: Carl Franklin
- Scritto da: Sarah Treem

### Trama
Il presidente è preoccupato per la tenuta della maggioranza dopo la bocciatura della legge sul Delaware. Frank minimizza l'accaduto, ma Walker rimprovera Linda perché si era assentata al momento del voto per un colloquio con il rettore dell'università di Stanford sulla mancata ammissione del figlio Ruben. Frank prende le sue difese, assumendosi la responsabilità di averle dato il permesso di andare e promette al presidente che porrà rimedio.
Zoe rivela a Frank che i voti mancanti sono proprio quelli dei due deputati che aveva cercato di convincere. La giornalista punta il dito contro Claire, che ha detto loro di votare secondo coscienza. Underwood accusa la moglie di aver complottato contro di lui, ma Claire rimarca come la mancata approvazione della legge ha giocato a suo vantaggio nel ritrovare la collaborazione di Remy. Frank si scalda e Claire lo accusa di utilizzarla da sei mesi per i suoi affari politici, rivendicando la propria autonomia. Claire si presenta nell'appartamento di Zoe, mettendo in chiaro di essere a conoscenza della sua relazione con Frank perché lui le ha raccontato tutti i dettagli. Anziché tornare nella sua residenza, Claire si fa portare alla stazione per prendere un treno alla volta di New York, stabilendosi nell'appartamento di Adam.
Furioso per la fuga di Claire, Frank deve affrontare la rabbia di Peter per la mancata approvazione della legge. Il deputato è pronto a rivelare i suoi giochetti oscuri alla stampa, a meno che non faccia qualcosa per rimediare all'inghippo. Underwood è consapevole che ormai Peter è completamente fuori controllo, così inizia a tramare per estrometterlo dalla corsa elettorale. Gli viene proposto un nuovo disegno di legge, sostenuto dalla SanCorp, e a tal fine combina un appuntamento tra lui e Remy, programmando un'intervista per l'indomani in cui rendere pubblica l'iniziativa. Doug coinvolge nuovamente Rachel, pagandola per far ubriacare Peter e mandare a monte la sua intervista. Il mattino seguente Doug si presenta in camera di Peter, fingendosi meravigliato per averlo trovato ubriaco, e lo convince a tenere l'intervista via telefono. Inevitabile che un Peter non completamente lucido mandi tutto a monte. Il piano di Frank ha funzionato, dato che ora il vicepresidente Matthews sarà costretto a correre in Pennsylvania al posto di Russo per non far perdere il partito.
Impaurita dall'incontro con Claire, Zoe lascia il suo appartamento per chiedere ospitalità a Lucas. Fingendo di non riuscire a prender sonno sul divano, la ragazza entra nel letto dell'ex collega e poco dopo iniziano a baciarsi. Frank intercede presso il rettore della Stanford per far ammettere il figlio di Linda, in modo che la donna sia in debito verso di lui. Doug si accorge che Peter, mandato a fare una doccia, è scappato.

## Capitolo 11
- Diretto da: Carl Franklin
- Scritto da: Keith Huff, Kate Barnow & Beau Willimon

### Trama
Frank propone a Matthews di scendere in campo come candidato governatore della Pennsylvania, mantenendo la carica di vicepresidente in caso di sconfitta. Secondo Frank, il partito non può permettersi di perdere uno Stato così importante e sarebbe un peccato disperdere l'entusiasmo che aveva mostrato accompagnando Peter in campagna elettorale. Frank espone la sua idea anche a Walker, ma il presidente è ancora dubbioso perché era stabilito che si sarebbe ripresentato in ticket con Matthews anche alle elezioni del 2016. Linda confida a Frank di aver capito che lui vuole rimpiazzare Matthews come vicepresidente nella successiva amministrazione, per poi presentarsi come candidato presidente nel 2020. Per la prima volta Frank non nasconde la verità, consapevole che giunti a questo punto è necessario esporsi.
Peter si è barricato in casa completamente ubriaco e assediato dalla stampa. Christina lo esorta inutilmente a ritornare in scena, emettendo un comunicato. Peter scappa in macchina da una via secondaria e sente alla radio che il partito sta meditando di rimpiazzarlo per le elezioni in Pennsylvania. L'uomo si ferma fuori dalla casa della moglie e telefona di nascosto ai figli, venendo a sapere che non stanno andando a scuola per l'imbarazzo causato dall'intervista radiofonica. Affranto, Peter telefona a Christina e le dice dove si trova, poi butta il cellulare a terra e guida fino alla stazione di polizia per costituirsi per guida in stato di ebbrezza, ma il capo della polizia telefona a Doug che ordina di rilasciarlo. Frank lo accompagna a casa, guidando la sua macchina, e parlandoci sente Peter dire che l'indomani emetterà un comunicato per annunciare che rimane candidato alla carica di governatore. Frank parcheggia l'automobile dentro il garage e fa bere ulteriormente Peter fino a quando non si addormenta, dopodiché prende un panno e pulisce tutte le sue impronte dalla macchina. Frank lo chiude dentro il garage, con la vettura accesa, e se ne torna a casa.
Zoe rientra nel suo appartamento e comincia a ripulirlo a fondo. Durante i lavori riceve un messaggio da Frank che la vuole vedere da lui. Zoe si comporta in modo strano, girando per la stanza di Claire e indossando il suo vestito migliore, spiegando ad Underwood che vuole renderle il favore per essersi introdotta in casa sua senza il minimo rispetto. Prima che se ne vada, Frank chiede a Zoe di mantenere i loro rapporti professionali, anche se lei pensa che sia ancora innamorato. La giornalista racconta a Lucas di avere avuto una storia con un uomo sposato più grande di lei, senza però fare il nome di Underwood. Walker e Matthews accettano il piano di Frank. Proprio in quel momento giunge loro la notizia della morte di Peter Russo, trovato soffocato in quello che ha tutta l'aria di essere un suicidio. Frank si finge sconvolto e ottiene dal presidente il permesso di andare a casa.
Claire si rende conto di soffrire la lontananza da Frank. Adam lo capisce e le chiede di andarsene, poiché non vuole essere un rimpiazzo per quando è stanca del marito. Claire gli confida che una parte di lei ama Adam, però non è in grado di offrirle la vita sicura che Frank le ha sempre dato. L'indomani Claire è svegliata da un messaggio di Frank che le annuncia la morte di Peter, così la donna decide di tornare a casa per essere al fianco del marito davanti alla stampa.

## Capitolo 12
- Diretto da: Allen Coulter
- Scritto da: Gina Gionfriddo & Beau Willimon

### Trama
È passato un mese dalla morte di Peter. Walker è alle prese con il processo di selezione del nuovo vicepresidente, qualora Matthews fosse eletto governatore della Pennsylvania. Linda, che spalleggia Frank, sottopone al presidente candidature improponibili, così da guadagnare tempo e dimostrargli che nessuno è in grado di assumere questo gravoso incarico. A questo punto Frank chiede a Linda di proporre direttamente il suo nome, ma Walker ha improvvisamente avuto un'idea sulla persona giusta. Si tratta di Raymond Tusk, un irreprensibile miliardario del Missouri completamente estraneo alla politica. Frank si offre di andare in missione a Saint Louis per far accettare a Tusk la nomina.
Tusk continua a temporeggiare, approfittando di ogni occasione per sviare dalla domanda fatidica. Nel frattempo, Doug scopre che il presidente Walker conosce molto bene Tusk, tanto da aver concluso con lui un'importante transazione quando era amministratore delegato di una compagnia aerea. Frank esterna queste informazioni a Tusk, il quale ammette di essersi accordato con Walker per ingannarlo. Infatti, è stato proprio Tusk a proporre a Walker di non nominare Frank Segretario di Stato e la sua visita a Saint Louis serviva in realtà come banco di prova per valutare l'opportunità di farlo vicepresidente. Indispettito per la rivelazione, Frank torna a Washingthon e informa Linda di quanto avvenuto, chiedendole di non farne ancora parola con Walker.
Christina convoca Paul Capra, l'amico d'infanzia di Peter, per comunicargli che stanno pensando a lui come candidato per il seggio di Russo al Congresso. Paul risponde che ci deve pensare, essendo una decisione molto difficile. Janine viene a sapere da una sua fonte della possibile candidatura di Paul e gli telefona, scoprendo delle pressioni dai piani alti che Peter ricevette per far chiudere la base navale. La cronista comincia a sospettare di Frank e, quando Zoe cerca disperatamente di depistarla, Janine intuisce che è proprio il deputato Underwood il politico con cui andava a letto. Anche Lucas scopre la verità e reagisce molto male nei confronti di Zoe, disprezzando il suo modo di fare giornalismo e la modalità con cui ha avuto gli scoop che l'hanno resa famosa. Zoe vuole farsi perdonare proseguendo le indagini assieme a Janine.
Gillian Cole è preoccupata per l'ingerenza che la SanCorp sta assumendo nei confronti della CWI, ma Claire la esorta a collaborare con loro per l'importante aiuto che Remy le ha offerto. Questo però non fa cambiare idea a un'idealista come Gillian, che verrebbe meno a tutti i suoi principi nel sedersi a tavolino con i lobbisti, così fa saltare le trattative e si dà malata. Quando torna al lavoro, Claire le comunica che ha violato i loro accordi e la costringe a mettersi in aspettativa.
Zoe parte per andare a sentire Roy Kapeniak, ma non lo trova in casa perché è stato sfrattato. La reporter si mette in contatto con la fidanzata dell'uomo e si fa dire che Peter era passato a trovarli per discutere dell'editoriale dell'ex Segretario di Stato Kern. Tornata a Washington, Zoe si presenta nell'ufficio di Christina per spiegarle cosa potrebbe esserci dietro al suicidio di Peter.

## Capitolo 13
- Diretto da: Allen Coulter
- Scritto da: Beau Willimon

### Trama
Frank vuole impedire a ogni costo la nomina di Tusk alla vicepresidenza e mette al corrente Remy del pericolo che ciò potrebbe costituire per la SanCorp, essendo il miliardario un nuclearista convinto in possesso di diverse centrali in tutto il Paese. Convocato dal Presidente per sapere di Saint Louis, Frank non si sbilancia e propone a Walker di invitare Tusk alla Casa Bianca per un semplice colloquio esplorativo.
Gillian intende fare causa a Claire per il licenziamento, sostenendo di essere stata mandata via perché incinta e portando a sostegno della sua accusa una serie di dichiarazioni mistificate in cui Claire l'avrebbe discriminata per il suo stato di gravidanza. Il suo avvocato le consiglia di patteggiare, evitando così un processo che danneggerebbe molto la sua immagine pubblica e anche quella di Frank. Claire va a casa di Gillian per parlarle, senza riuscire a smuoverla dalla sua posizione. L'asiatica è convinta di vincere facilmente il processo, poiché chiamerà a testimoniare in suo favore Evelyn Baxter e tutte le persone che ha licenziato dalla CWI prima di assumerla. Claire comincia a riflettere sulla vita egoista che lei e Frank hanno condotto, potendo contare soltanto su loro due e avendo contro tutto il resto del mondo.
Frank ottiene un incontro segreto in macchina con Scott Cunningham, presidente della SanCorp, ma l'uomo vuole tenersi fuori dagli intrighi politici e si rifiuta di dialogare con lui. Remy sospetta che Frank lo stia usando per motivi personali, dato che quando lavorava per lui non contava nulla, mentre ora è improvvisamente diventato fondamentale. Frank chiede a Linda di avere via email il programma segreto degli impegni del Presidente, girandolo a Zoe per farle scrivere un articolo in cui si rivela che Walker sta scegliendo il suo vice. Tutti i giornalisti indicano Bob Birch come papabile per la vicepresidenza. La fuga di notizie viene camuffata agli occhi del Presidente come la ritorsione di un dipendente dello staff presidenziale in procinto di essere licenziato.
Zoe e Janine decidono di coinvolgere Lucas nelle indagini su Peter Russo, essendo più esperto di loro nella cronaca nera. Attraverso un contatto alla polizia, Lucas scopre che Peter era stato fermato a gennaio in compagnia di Rachel, ma non si trova alcuna traccia del verbale perché il documento è stato insabbiato. Zoe e Lucas si recano nel paese natale di Rachel, dove Lucas si finge un poliziotto in incognito per farsi dare da una collega escort il nome del ristorante in cui lavorava. Lui e Zoe ci vanno a cena e la ragazza ruba il foglio coi dati dei dipendenti, avvertendo Rachel che se non parlerà è pronta a raccontare tutto di lei e Peter. Rachel finge di non conoscere né Frank Underwood né Doug Stamper, quando in realtà aveva informato lo stesso Doug dell'incontro con la giornalista e si era fatta dire da lui cosa risponderle. Lucas ha però visto l'automobile di Stamper, segnando il numero di targa.
Tusk giunge a Washington in anticipo perché il Presidente ha fretta di chiudere. Remy lo incontra nel locale di Freddy, dove Tusk gli rivela di aver acquistato una quota delle azioni della SanCorp per contrastare la mossa di Frank volta a mettergli contro la lobby del gas. Frank si siede al tavolo con Tusk e lo avverte che intende rifiutare nuovamente la sua proposta, ma il miliardario rilancia con la possibilità di convincere i cinesi ad allentare il loro monopolio sul nucleare, una materia prima di cui gli Stati Uniti hanno bisogno. Nel frattempo, Doug sospetta che la stampa sia alle calcagna di Frank e viene a sapere da Christina della visita di Zoe. Dopo numerose riflessioni al riguardo, Claire vuole avere un figlio e si reca nello studio medico della D.ssa Larson per un consulto sull'inseminazione artificiale. Nel colloquio con la Larson, Claire dice di avere ben tre aborti volontari alle spalle.
Frank viene convocato alla Casa Bianca, dove è presente anche Tusk. Walker rivela la sua amicizia con Raymond e di fidarsi del suo giudizio, secondo cui Frank ha dimostrato di essere una persona leale e quindi perfetta come vicepresidente. Per festeggiare, Frank decide per la prima volta di uscire a fare jogging con Claire perché il suo vogatore si è rotto. Mentre gli Underwood sono in strada, il cellulare di Frank appoggiato sul tavolo della cucina riceve la telefonata di Doug.